# Göran Andolf
Göran Andolf, född 11 oktober 1939, död november 2015, var en svensk historiker, författare och översättare. Han var son till läkaren Nils Andolf och dennes hustru Inger. Han disputerade 1972 vid Uppsala universitet. Efter sin disputation forskade han i Uppsala, innan han mellan 1980 och 1985 var verksam vid militärhistoriska avdelningen vid Militärhögskolan. Han var även styrelseledamot i Hjalmar Söderbergsällskapet.

## Egna skrifter (urval)
- Historien på gymnasiet : undervisning och läroböcker 1820–1965 (Esselte Studium, cop. 1972) [Diss. Uppsala universitet]
- Utbildning och forskning : debatten om den högre utbildningens forskningsanknytning 1957–1973 ([LiberFörlag/Allmänna förl.], 1975)
- Historien mellan 1815 och 1870 (Esselte studium, 1976)
- Historiska barn och historiska brev : femton radioföredrag (Författares bokmaskin, 1986)
- Älvsjö manor ([G. Andolf], 2007)

## Översättningar (urval)
- Hitlers generaler (huvudredaktör: Correlli Barnett, Prisma, 2004)
- Hans von Luck: Pansarchef under Rommel (Prisma, 2005)
- William R. Trotter: Finska vinterkriget 1939–1940 (Fischer & Co, 2009)
- John Ellis (född 1945): Fasornas krig : helvetet i skyttegravarna under första världskriget (Fischer & Co, 2009)
- Stora boken om första världskriget : från Sarajevo till Versailles (R. G. Grant (red.)) (Fischer & Co, 2013)
- Jeremy Harwood: Andra världskrigets olösta mysterier (Fischer & Co, 2014)
- Jerome Preisler, Kenneth Sewell: Jakten på ubåt 864 : Nazitysklands sista försök att vinna kriget (Fischer & Co, 2015)